# Anastasios II.
Anastasios II. († 721), původním jménem Artemios, byl byzantský císař vládnoucí v letech 713–715.

## Život
Anastasios byl před svou císařskou proklamací vysokým státním úředníkem (protoasekretem), zběhlým především ve finanční správě. Na trůn ho vynesla všeobecná nespokojenost s vládou Filippika Bardana, za níž říše utrpěla porážky na východě i západě (dobytí Amaseie a Mistheie Araby, vpád Bulharů do Thrákie) a jíž byla vytýkána marnotratnost. Nový císař podnikl sice některé kroky, které měly říši ochránit před Araby (poslal např. na východ vojsko pod vedením vojevůdce Konona, pozdějšího císaře Leona III.), ale nedokázal zabránit ztrátě Herakleie ani vyplenění Galatie emírem Maslamou. Když roku 715 vešlo ve známost, že Arabové připravují loďstvo k napadení samotné Konstantinopole, soustředil Anastasios byzantskou flotilu na ostrově Rhodu, avšak vojáci proti němu brzy revoltovali, prohlásili za císaře bývalého výběrčího daní Theodosia III. a dosáhli jeho uznání v celé říši.
Sesazeného císaře, který za své vlády zrušil nařízení Filipika Bardana o obnově monotheletismu a vrátil se k ortodoxní formě křesťanství, poslali noví vládci Konstantinopole do kláštera, kde strávil několik let. Později byl za pokus o vzpouru proti Theodosiovu nástupci Leonu III. popraven.